# Camille Guiscardi
Camille Guiscardi (Gênes, 1806 - Florence, 1893) est une peintre, dessinatrice et graveuse italienne.

## Biographie
Camilla Guiscardi est née à Gênes en 1806, sous le nom de famille Guasconi, sans doute la nièce de Felice Guascone (it), légitimée plus tard par son père biologique. Elle a étudié à Milan avec Ernesta Legnani-Bisi puis à Turin avec Pelagio Palagi. Dès 1823, elle est mentionnée dans les archives de l'Académie des beaux-arts de Brera pour ses reproductions d'œuvres de Francesco Hayez, Le Corrège, Raphaël, Bernardino Luini, Le Guerchin, Francesco Albani et Giovanni Battista Salvi.
Elle participe aux expositions de Brera de 1821 à 1840 avec diverses œuvres, des miniatures et des dessins pour lithographies, dont ceux de l'album Portraits de femmes italiennes vivantes qui se distinguent en sciences, littérature et beaux-arts publié par Vassalli en 1839. En 1838, elle participe à l'exposition du château du Valentino à Turin et, à partir de 1842, devient peintre officielle de la cour du roi Charles-Albert, qui lui commande plusieurs portraits pour la galerie de Daniel du Palais royal de Turin.
Parrainée par Francesco Podesti, elle est élue en 1844 "Virtuose de mérite" à l'académie pontificale des beaux-arts et des lettres des virtuoses au Panthéon. À cette occasion, Antonio Muzzi fait son portrait, qui est conservé à la Pinacothèque nationale de Bologne. Par la suite, elle revient pour des séjours dans sa ville natale où elle est reçue comme universitaire de mérite à l'Académie des Beaux-Arts de Ligurie. De 1851 à 1854, elle présente de nombreuses œuvres aux expositions de la Société pour la promotion des beaux-arts de Turin (it), et en 1855 à la Mostra Borbonica de Naples.
Camilla Guiscardi a épousé Emanuele Gandolfi (it), avocat originaire de Voghera. De ce mariage est né en 1839 Riccardo Gandolfi (en), compositeur, musicologue et critique musical.

## Galerie

Œuvres de Camilla Guiscardi
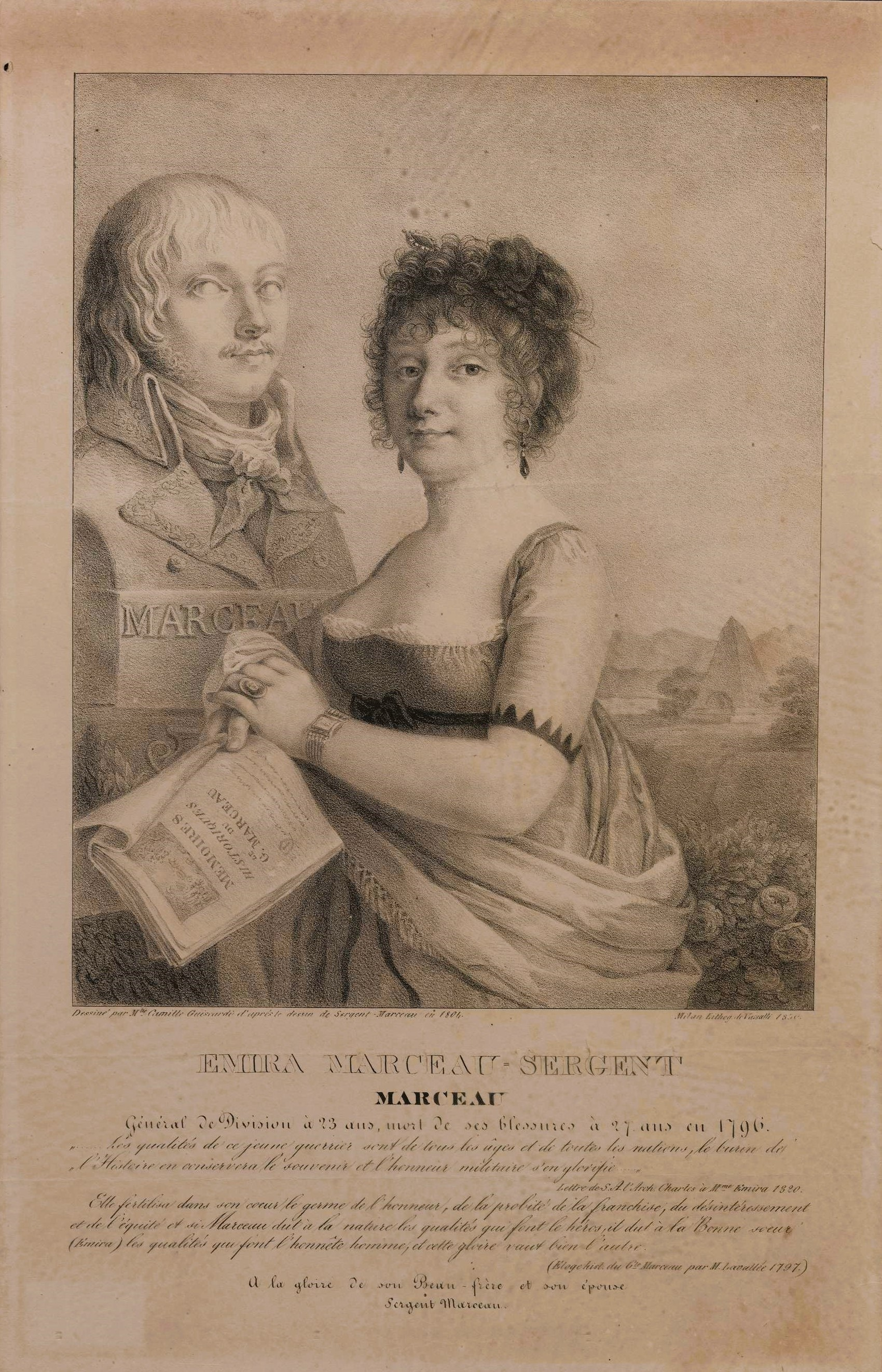
Portrait d'Émira Marceau, lithographie, 1830, d'après un dessin de Sergent-Marceau
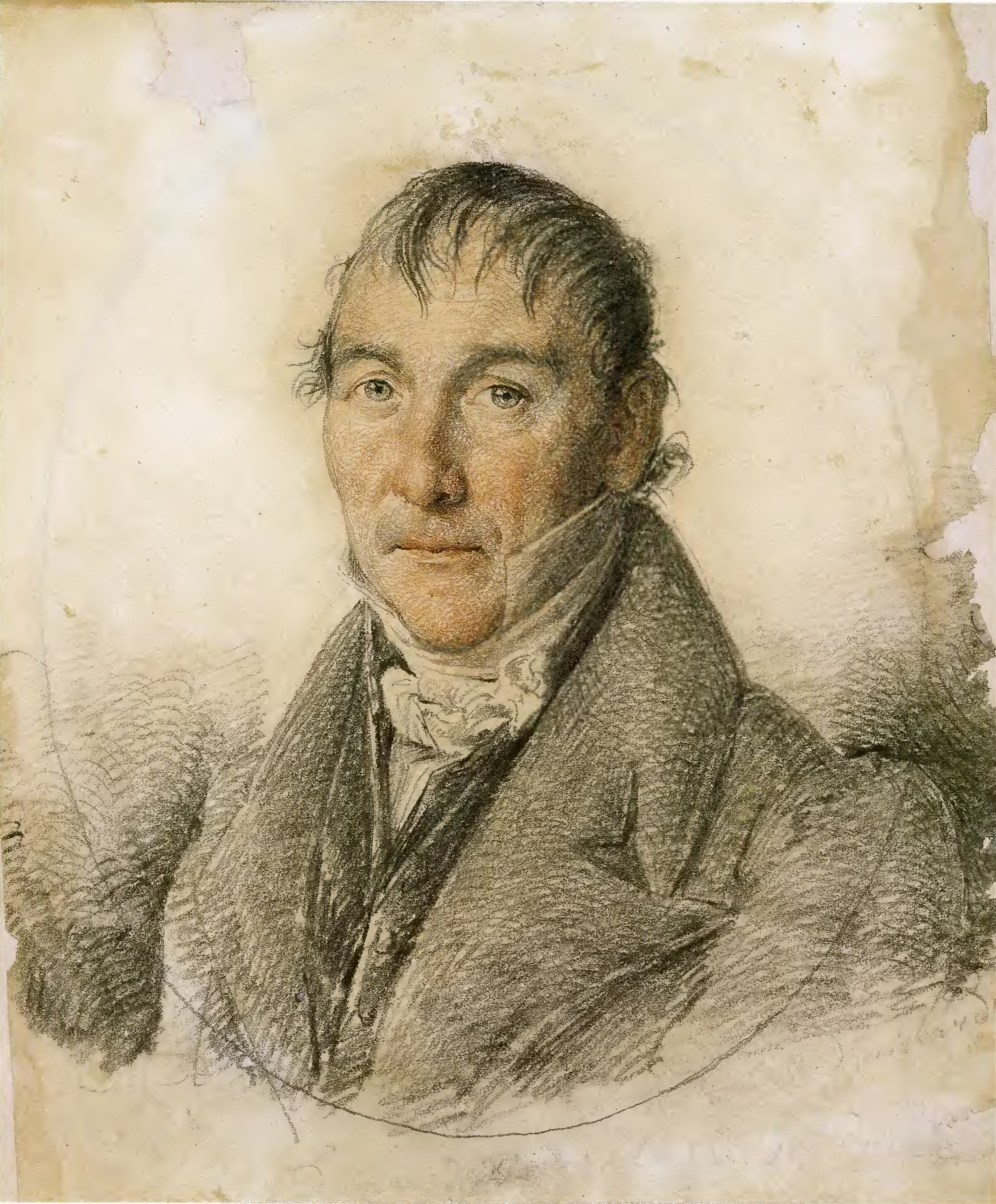
Portrait du médecin Giacomo Porta, avant 1838
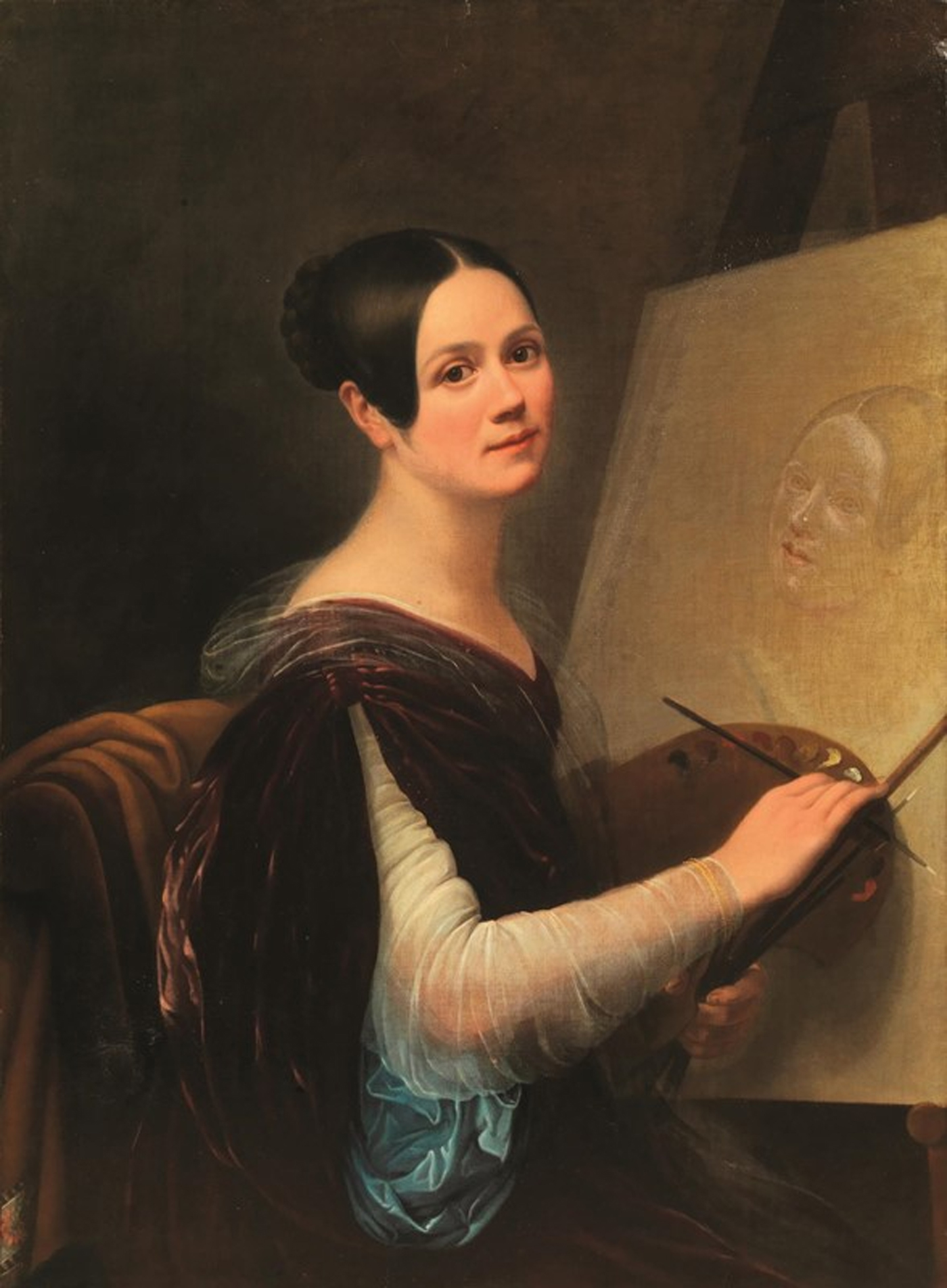
Autoportrait au chevalet, avant 1840
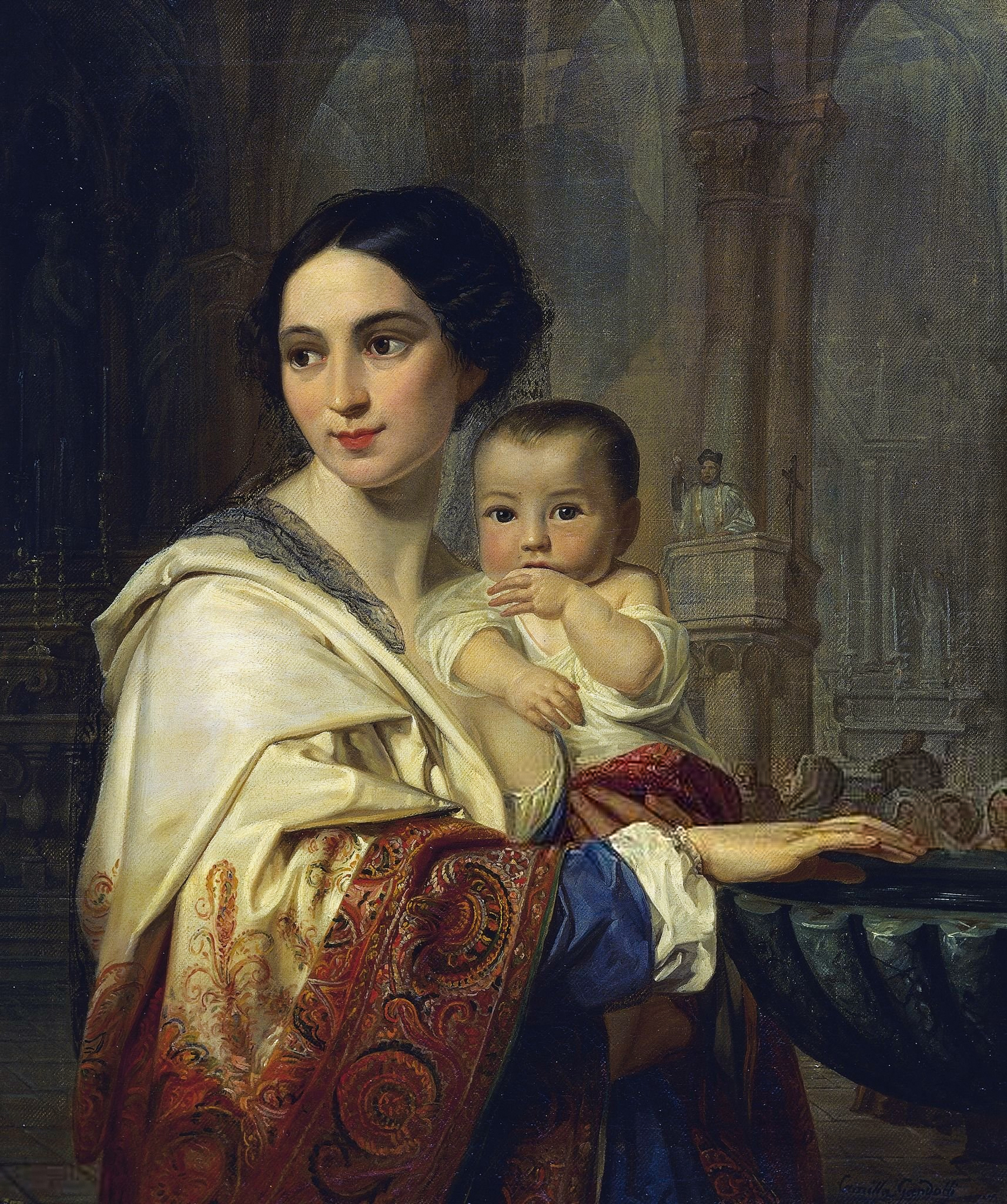
Mère avec enfant dans ses bras puisant de l'eau bénite, 1852